# Терзийский, Нено
Нено Терзийский (болг. Нено Стоянов Терзийски, род. 23 марта 1964, Чирен, Врачанская область) — болгарский спортсмен-тяжёлоатлет. Чемпион мира и Европы, рекордсмен мира.

## Биография
Родился в деревне Чирен. Пятиклассником был отвезён отцом, прочитавшим объявление в газете о наборе детей в ДЮСШ, в спортивную школу в Русе, в  классе с ним было всего пять тяжелоатлетов. Одним из них был Веселин Галабаров, очень сильный тяжёлоатлет. Первый тренер Ангел Стоянов.
После окончания школы перешёл в ЦСКА.
Выступал в 1980-х и 1990-х годах. Выиграл три чемпионата мира и четыре чемпионата Европы и участвовал в летних Олимпийских играх 1992 года, заняв четвертое место (набрав одинаковую сумму с бронзовым призёром Хэ Инцянем сам оказался тяжелее).
Установил одиннадцать мировых рекордов в весовой категории 52 и один в 56 кг.
Он был одним из шести спортсменов в истории тяжелой атлетики, которые в толчке смогли поднять более трёхкратного собственного веса.
С 2004 по 2007 год — старший тренер мужской сборной Болгарии по тяжёлой атлетике.
По завершении спортивной карьеры открыл продовольственный магазин.